# Міста Криму

## А
- Алупка — входить до складу Ялтинського району Автономної Республіки Крим
- Алушта — входить до складу Ялтинського району Автономної Республіки Крим
- Армянськ — входить до складу Перекопського району Автономної Республіки Крим

## Б
- Бахчисарай — центр Бахчисарайського району Автономної Республіки Крим
- Білогірськ — центр Білогірського району Автономної Республіки Крим

## Д
- Джанкой — центр Джанкойського району Автономної Республіки Крим

## Є
- Євпаторія — центр Євпаторійського району Автономної Республіки Крим

## І
- Інкерман — входить до складу Бахчисарайського району Автономної Республіки Крим

## К
- Керч — центр Керченського району Автономної Республіки Крим

## С
- Саки — входить до складу Євпаторійського району Автономної Республіки Крим
- Севастополь — центр Севастопольської міської ради, територіальної одиниці загальнодержавного підпорядкування
- Сімферополь — центр Сімферопольського району Автономної Республіки Крим
- Старий Крим — входить до складу Феодосійського району Автономної Республіки Крим
- Судак — входить до складу Феодосійського району Автономної Республіки Крим

## Ф
- Феодосія — центр Феодосійського району Автономної Республіки Крим

## Щ
- Щолкіне — входить до складу Керченського району Автономної Республіки Крим

## Я
- Ялта — центр Ялтинського району Автономної Республіки Крим
- Яни Капу — центр Перекопського району Автономної Республіки Крим